# Ocrepeira yucatan
Ocrepeira yucatan là một loài nhện trong họ Araneidae.
Loài này thuộc chi Ocrepeira. Ocrepeira yucatan được Herbert Walter Levi miêu tả năm 1993.